# Salman Khan (lärare)
Salman Amin "Sal" Khan, född 11 oktober 1976, är en amerikansk lärare, entreprenör, tidigare hedgefondanalytiker som grundade Khan Academy. Han har skrivit boken The One World Schoolhouse, och har tilldelats av prinsessan av Asturiens pris 2019.